# Shelton Jones
Shelton Jones (Copiague, Nueva York, 6 de abril de 1966) es un exjugador de baloncesto estadounidense. Con 2.06 de estatura, jugaba en la posición de alero.

## Equipos
- High School. Memorial (Amytyville, New York).
- 1984-88 NCAA. St. John´s University.
- 1988-89 NBA. San Antonio Spurs.
- 1988-89 NBA. Golden State Warriors.
- 1988-89 CBA. Tulsa Fast Breakers.
- 1988-89 NBA. Philadelphia Sixers.
- 1989-90 LNB. FRA. Levallois S.C.B.
- 1990-91 ACB. Atlético de Madrid Villalba.
- 1991-92 USBL. Miami Tropics.
- 1992-93 CBA. Rapid City Thrillers. Juega 27 partidos.
- 1992-93 LEGA. ITA. Scaini Venezia.
- 1993-94 LEGA. ITA. Burghy Roma.
- 1993-94 LPB. VEN. Cocodrilos de Caracas.
- 1994-95 CBA. Rapid City Thrillers.
- 1994-96 Liga de Israel. Hapoel Holon.
- 1995-96 CBA. Florida Beachdogs.
- 1996-97 CBA. Oklahoma City Cavalry.
- 1997-98 ACB. CB Ourense.
- 1998 LPB. Panteras de Miranda.
- 1998 USBL. Long Island Surf.
- 1999 USBL. Tampa Bay Windjammers.
- 1999-00 CBA. Connecticut Pride.
- 2000-01 JL Bourg-en-Bresse
- 2001 Los Minas Leneros
- 2001 Juárez Gallos de Pelea
- 2003-04 Great Lakes Storm